# Бокен (Француска)
Бокен (фр. Beauquesne) насеље је и општина у североисточној Француској у региону Пикардија, у департману Сома која припада префектури Амјен.
По подацима из 2011. године у општини је живело 1.348 становника, а густина насељености је износила 67,27 становника/km². Општина се простире на површини од 20,04 km². Налази се на средњој надморској висини од 144 метара (максималној 164 m, а минималној 98 m).

## Демографија
| 1962. | 1968. | 1975. | 1982. | 1990. | 1999. | 2011. |
| ----- | ----- | ----- | ----- | ----- | ----- | ----- |
| 1.242 | 1.265 | 1.194 | 1.139 | 1.147 | 1.176 | 1.348 |

График промене броја становника у току последњих година